# Aleksandr Blok
Aleksandr Blok (în rusă Александр Александрович Блок, 16 noiembrie 1880 - 7 august 1921) a fost probabil cel mai talentat poet liric pe care l-a produs Rusia după Alexandr Pușkin.
Aleksandr Blok s-a născut la St. Petersburg, într-o familie aristocrată de origini germane și ruse. La Universitatea din St. Petersburg, Blok a studiat dreptul fără succes, însă în 1906 și-a luat licența în filologie. Poetul rus a fost și dramaturg și eseist, dar și conducător al simboliștilor ruși de la început de secol.
Mulți critici consideră că Blok este cel mai important poet după Pușkin. Blok a început să scrie poezii la vârsta de 17 ani. În perioada de început a carierei lui literare, Blok a fost foarte influențat de filosoful din secolul al XIX-lea Vladimir Soloviev și de viziunea acestuia asupra eternului feminin și înțelepciunii divine.
Primul lui volum Stikhi o prekrasnoi dame (Versuri despre preafrumoasa doamnă) a fost publicat în 1904 inspirat de soția sa Liuba Dmitrievna Mendeleeva, fiica lui Dmitri Mendeleev. Atât misticismul, cât și pasiunea idealistă sunt prezente în respectivul ciclu de poezie de dragoste. După 1905, viziunile exaltate ale lui Blok au început să facă loc ironiei și pesimismului. Poetul își pierde viziunea eterică și adoptă teme precum disperarea, degradarea și atracția răului. Necunoscuta (1906) este cel mai cunoscut poem din această perioadă. Mai târziu, Blok își regăsește speranța în idealizarea Rusiei, îmbrățișând Revoluția de la 1917 în poemul epic Cei doisprezece (1918). Acesta celebrează pasiunea, violența și eliberarea declanșate de revoluție, care ulterior îl dezamăgește pe Blok.
Sărăcia, băutura și dezamăgirile provocate de viață, combinate cu dragostea lui pentru Rusia au influențat temele amare de protest social care au marcat operele târzii ale lui Blok. Una dintre acestea este Sciții (1920), în care își înghite dezgustul față de cultura occidentală și cere ajutor pentru guvernul socialist. Poezia lui Blok, produsă de focul sufletului și de răceala minții, a fost apreciată pentru curgerea muzicală a cuvintelor, spontaneitatea onirică, în care sunetele și repetiția erau folosite pentru a evoca stări sufletești. Poetul considera că rolul artistului era de a fi un intermediar între lumea aceasta și alte lumi, precum și de a revela scopul omului pe Pământ.
Ca estet, Blok nu s-a simțit în largul lui când nu s-a putut adresa publicului său favorit, elita. Pe lângă poezii și piese de teatru, Blok a mai scris eseuri și recenzii dramatice. Majoritatea eseurilor sale au fost compuse într-un stil foarte liric, impresionist, cu raționamente emotive. Blok a murit la Petrograd la data de 7 august 1921, în urma unui atac de cord provocat de malnutriție.

## Unul din poemele lui Blok (1912)
Noapte, stradă, farmacie, felinar,

Absurd în ceață turnul ochi gălbui.

De-o să mai prinzi din secol un pătrar,

Totul va fi la fel. Ieșire nu-i.
Tu vei muri. Un drum inițial

Va fi bătut de alții, iar și iar:

Noapte și riduri înghețate pe canal,

Vînt, farmacie, stradă, felinar.